# Mohamad Rasul
Muhammad Rasul (1965) es el líder del Alto Consejo del Emirato Islámico de Afganistán, un grupo disidente talibán en Afganistán. Fue un gobernador designado por los talibanes de la provincia de Nimruz, Afganistán. Rasul ejerció presión y represión sobre las facciones pashtún impopulares entre los talibanes y amasó una fortuna considerable controlando el contrabando transfronterizo de drogas a través de Nimruz.

## Primeros años
Se cree que Rasul nació a mediados de la década de 1960 en la provincia de Kandahar, Afganistán.

## Primeros años en la carrera

### Gobierno talibán
Rasul era el gobernador de la provincia de Nimruz cuando los talibanes estaban en el poder durante el Emirato Islámico de Afganistán. Se dice que ha tenido estrechas relaciones con el líder fundador de los talibanes, Mohammed Omar, y se le considera un "viejo amigo de confianza".

### Invasión de EE. UU.
Rasul y sus funcionarios huyeron de Nimroz tras los ataques aéreos estadounidenses el 13 de noviembre de 2001, y Abdul Karim Brahui se hizo cargo de su oficina. Después de la invasión de Afganistán, Rasul se convirtió en el gobernador en la sombra de los talibanes de la provincia de Farah.

## Guerra civil afgana
En 2015, Rasul se separó del principal liderazgo talibán y estableció su propio grupo, el Alto Consejo del Emirato Islámico de Afganistán. La división fue el resultado del desacuerdo sobre la ascensión de Akhtar Mansour como líder de los talibanes. Los seguidores de Rasul acusan a Mansour de secuestrar el movimiento debido a la codicia personal. Rasul dice que él y sus seguidores intentaron persuadirlo de que renunciara y dejara que el consejo talibán eligiera al nuevo líder, pero Mansour se negó.
Se sospecha que el Alto Consejo es cliente de Irán. Han exigido que las tropas extranjeras abandonen Afganistán como precursor de las conversaciones de paz. El grupo talibán de Rasul ha expresado que ni al-Qaeda ni el Estado Islámico son bienvenidos en Afganistán. También se ha informado que el grupo cuenta con el apoyo del gobierno afgano, aunque tanto el grupo como los funcionarios afganos lo han negado.

## Ataque a Haibatullah
Durante la oración del viernes 16 de agosto de 2019, una poderosa explosión atravesó una gran mezquita en la provincia de Baluchistán en Pakistán. El ataque a la mezquita, frecuentado por los líderes talibanes, mató al hermano y al padre de Hibatullah Akhundzada. El Alto Consejo del Emirato Islámico de Afganistán se atribuyó la responsabilidad del ataque y agregó que el objetivo principal era Haibatullah.